# Júsef Gáderían
Júsef Gáderían (* 14. února 1993) je íránský zápasník – klasik.

## Sportovní kariéra
Zápasení se věnuje aktivně od 12 let. Specializuje se na řecko-římský styl. V íránské mužské reprezentaci se prosazuje od roku 2014 v neolympijské váze do 80 (82) kg.

## Výsledky
| Turnaj            | 2013 | 2014 | 2015 | 2016 | 2017 | 2018 |
| Turnaj            | 20   | 21   | 22   | 23   | 24   | 25   |
| Turnaj            | -84  | -80  | -80  | -80  | -80  | -82  |
| ----------------- | ---- | ---- | ---- | ---- | ---- | ---- |
| Olympijské hry    |      |      |      |      |      |      |
| Mistrovství světa | —    | —    | 3.   | úč.  | úč.  | —    |
| Asijské hry       |      | —    |      |      |      |      |
| Mistrovství Asie  | —    | 2.   | 1.   | 5.   | —    | úč.  |
| MS juniorů        | 2.   |      |      |      |      |      |